# Yanet Bermoy
Yanet Bermoy Acosta (Cienfuegos, 29 mei 1987) is een Cubaans judoka, die haar vaderland tweemaal op rij vertegenwoordigde bij de Olympische Spelen: in 2008 (Peking) en 2012 (Londen). In beide gevallen won ze een zilveren medaille. In Peking werd Bermoy in de finale van de klasse tot 48 kilogram verslagen door de Roemeense Alina Dumitru. In Londen verloor ze in de eindstrijd van de klasse tot 52 kilogram van de Noord-Koreaanse An Kum-Ae.

## Erelijst

### Olympische Spelen
- 2008 – Peking, China (– 48 kg)
- 2012 – Londen, Verenigd Koninkrijk (– 52 kg)

### Wereldkampioenschappen
- 2005 – Caïro, Egypte (– 48 kg)
- 2007 – Rio de Janeiro, Brazilië (– 48 kg)
- 2009 – Rotterdam, Nederland (– 52 kg)

### Pan-Amerikaanse Spelen
- 2007 – Rio de Janeiro, Brazilië (– 48 kg)
- 2011 – Guadalajara, Mexico (– 52 kg)

### Pan-Amerikaanse kampioenschappen
- 2007 – Montreal, Canada (– 48 kg)
- 2008 – Miami, Verenigde Staten (– 48 kg)
- 2010 – San Salvador, El Salvador (– 52 kg)
- 2011 – Guadalajara, Mexico (– 52 kg)
- 2012 – Montreal, Canada (– 52 kg)
- 2013 – San José, Costa Rica (– 52 kg)
- 2014 – Guayaquil, Ecuador (– 52 kg)